# Xestopyrgula dybowskii
Xestopyrgula dybowskii е вид охлюв от семейство Hydrobiidae. Видът е уязвим и сериозно застрашен от изчезване.

## Разпространение и местообитание
Разпространен е в Албания и Северна Македония.
Обитава крайбрежията и пясъчните дъна на сладководни басейни.